# Cadra Ash
Cadra Ash war eine deutsche Gothic-Rock-Band aus dem Ruhrgebiet.

## Geschichte
1994 von Tom Dornebusch und Thomas Wiezorrek zunächst mit der Sängerin Tatjana Echeverri Fernandez gegründet, entstand 1995 ihr erstes, gleichnamiges 4-Track Demo-Tape. Schon in dieser ersten Phase spielte die Band erste Gigs und der Titel Sed De Ti erlangte erste Achtungserfolge. Er war zudem auf einem Sampler der Zeitschrift The Gothic Grimoire vertreten.
Tatjana Fernandez verließ die Band Ende 1996, während Tom Dornebusch zeitweilig für die Gothic-Rock-Band The House of Usher als Gastmusiker tätig war. Kurz darauf stieß Sängerin Rabea Lange hinzu und vervollständigte das Line-Up. In dieser Besetzung, die bis zuletzt bestehen blieb, nahmen Cadra Ash ihre EP „Secrets“ auf, die 1998 beim Label Alice In... als Teil der Split-CD „Emanation - The Sounds of New Hope Part 3“ veröffentlicht wurde.
Cadra Ash waren von 1997 bis 2005 auf zahlreichen Festivals in verschiedenen europäischen Ländern vertreten, absolvierten diverse Club-Gigs und spielten im Vorprogramm namhafter Bands wie Faith and the Muse. In dieser Zeit veröffentlichten sie diverse Titel als Samplerbeiträge, so z. B. Inner Strife auf der Compilation „Hex Files III“ oder Joy auf dem „Gothic World“-Sampler. Ab 2003 spielte Wido Wendt E-drum bei allen Auftritten und wurde festes Bandmitglied.
Die Band produzierte verschiedene CDs in unterschiedlichen Editionen, teils in Eigenproduktion und zuletzt als Pre-Listening auf das geplante Album „Everything´s Gone By“, das bisher allerdings nicht publiziert wurde. Nach 2005 wurde es ruhig um Cadra Ash. Obwohl die band-eigene Internetseite noch immer existiert, wird sie seit 2005 nicht mehr gepflegt und es gibt seither kein Lebenszeichen mehr.

## Diskografie
- 1995: Cadra Ash (Demo)
- 1998: Secrets (EP, Alice in...)
- 2000: Everything's Gone By (Pre-Listening CD)
- 2002: Every... (EP)